# (16927) 1998 FX68
A (16927) 1998 FX68 egy kisbolygó a Naprendszerben. A LINEAR projekt keretében fedezték fel 1998. március 20-án.